# Sonia Ebling
Sonia Ebling (Taquara, 19 november 1918 – Rio de Janeiro, 16 januari 2006) was een Braziliaanse beeldhouwster en schilderes.

## Leven en werk
Ebling werd geboren in de Stad Taquera in de staat Rio Grande do Sul. Zij studeerde van 1944 tot 1951 schilder- en beeldhouwkunst aan de Universidade Federal do Rio Grande do Sul (UFRGS) in Porto Alegre en vervolgde die studie, na haar verhuizing naar Rio de Janeiro, aan de Escola de Belas Artes. In 1951 nam zij deel aan de eerste Biënnale van São Paulo en won de Premio Isenção de Júri. Zij nam in Rio de Janeiro eveneens deel aan de Salão de Arte Moderna van 1952, 1953, 1954. In 1955 maakte zij haar werk Monumento à Mãe voor de Rotary Club do Rio Grande do Sul en in hetzelfde jaar won zij een reisbeurs met haar inzending Mulher e Pássaro voor de Salão de Arte Moderna. Het werk werd aangekocht door het Museu de Belas Artes in Rio de Janeiro.
Ebling verbleef met de beurs in Parijs, werkte onder andere in het atelier van Ossip Zadkine en bereisde Europa. Zij besloot in 1959 in Parijs te blijven en werd uitgenodigd voor deelname aan de 11e Salon de la Jeune Sculpture in het Musée Rodin. In 1963 ontving zij een beurs van de Fundação Calouste Gulbenkian. Zij keerde in 1968 terug naar Brazilië, waar zij een opdracht kreeg een reliëf te vervaardigen voor het Ministerie van Buitenlandse Zaken in Brasilia. Rond 1970 verhuisde zij naar Porto Alegre en was zij als docente beeldhouwkunst verbonden aan de Escola de Belas Artes van de UFRGS. In 1976 volgde haar benoeming tot hoogleraar aan dezelfde universiteit.
De kunstenares woonde in 2006, toen zij overleed, in Copacabana bij Rio de Janeiro.

## Werken (selectie)
- Monumento à Mãe (1955), Rotary Club do Rio Grande do Sul
- Mulher e Pássaro (1955), Museu de Belas Artes in Rio de Janeiro
- Reliëfs (1968), Palácio dos Arcos do Ministério das Relações Exteriores in Brasilia
- Ao Luar (1972), Banco do Brasil in Parijs
- Sculptuur (1975) voor de Banco do Brasil in Amsterdam
- Arminda, Beeldenpark van het Museu Brasileiro da Escultura in São Paulo
- Sophia (1977), Parque da Catacumba in Rio de Janeiro
- Luiza (2000)[1], Pinacoteca do Estado de São Paulo in het Parque da Luz in São Paulo
- Vitória (2004)[2], Belém

## Fotogalerij

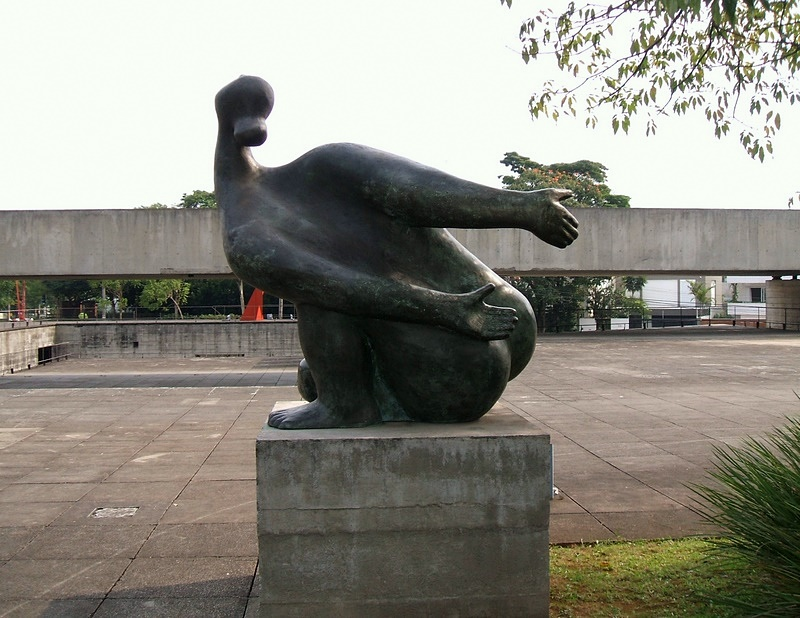
Arminda, São Paulo